# ギジェルモ・コトゥーニョ
ギジェルモ・ガストン・コトゥーニョ・リマ（Guillermo Gastón Cotugno Lima 、1995年3月17日 - ）は、ウルグアイ・モンテビデオ出身のプロサッカー選手。プリメーラ・ディビシオン・デポルティーボ・マルドナド所属。ポジションは、ディフェンダー（ライトバック）。

## 経歴
2015年2月、ロシア・プレミアリーグのFCルビン・カザンに2014-15シーズン終了までローン移籍に出された。2015年3月9日、FCアルセナル・トゥーラ戦でロシア・プレミアリーグデビューを果たした。2017年7月19日、双方の合意により、ルビンとの契約を解除した。
2017年8月1日、レアル・オビエドと2年契約を結んだ。翌年7月20日、母国に帰国し、ナシオナルとの契約に合意した。

## タイトル
ダヌービオ
- ウルグアイ・プリメーラ・ディビシオン: 2013-14

ナシオナル・モンテビデオ
- ウルグアイ・プリメーラ・ディビシオン: 2019
- スーペルコパ・ウルグアージャ: 2019